# Oxypoda serpentata
Oxypoda serpentata är en skalbaggsart som beskrevs av Kangas 1983. Oxypoda serpentata ingår i släktet Oxypoda, och familjen kortvingar. Enligt den finländska rödlistan är arten otillräckligt studerad i Finland. Arten har ej påträffats i Sverige. Artens livsmiljö är skogar.